# Terenzo Bozzone
Terenzo Bozzone (Sudafrica, 1º marzo 1985) è un triatleta neozelandese.
Nato in Sudafrica, gareggia per la Nuova Zelanda. Si è laureato campione del mondo sulla distanza Ironman 70.3 nella rassegna iridata di Clearwater del 2008, vincendo davanti al tedesco Andreas Raelert e all'australiano Richie Cunningham.

## Titoli
- Campione del mondo Ironman 70.3 - 2008